# Herrmannsgrün
Herrmannsgrün ist ein Ortsteil der Landgemeinde Mohlsdorf-Teichwolframsdorf im Landkreis Greiz in Thüringen.

## Geografie
Herrmannsgrün war ursprünglich ein Reihendorf, das westlich von Mohlsdorf lag. Mittlerweile ist der Ort mit Mohlsdorf zusammengewachsen. Die Grenze zwischen beiden Orten verläuft vor dem heutigen Gemeindeamt, welches zu Herrmannsgrün gehört, bis zum unteren Ende der
Goethestraße.

## Name
Der Name Herrmannsgrün wurde durch die Besitzer des Rittergutes von Herrmannsgrün bei Adorf/Vogtl. übertragen.
Aus dem heutigen Sprachgebrauch ist der Name praktisch verschwunden. Die Einwohner bezeichnen sich als Mohlsdorfer. Entsprechend sind auch die Ortsschilder beschriftet (siehe Ortseingangsbild). Ausnahme ist die „Kirchgemeinde Herrmannsgrün zu Mohlsdorf“, die diesen Namen seit dem Zusammenschluss der beiden Dörfer trägt.

## Geschichte

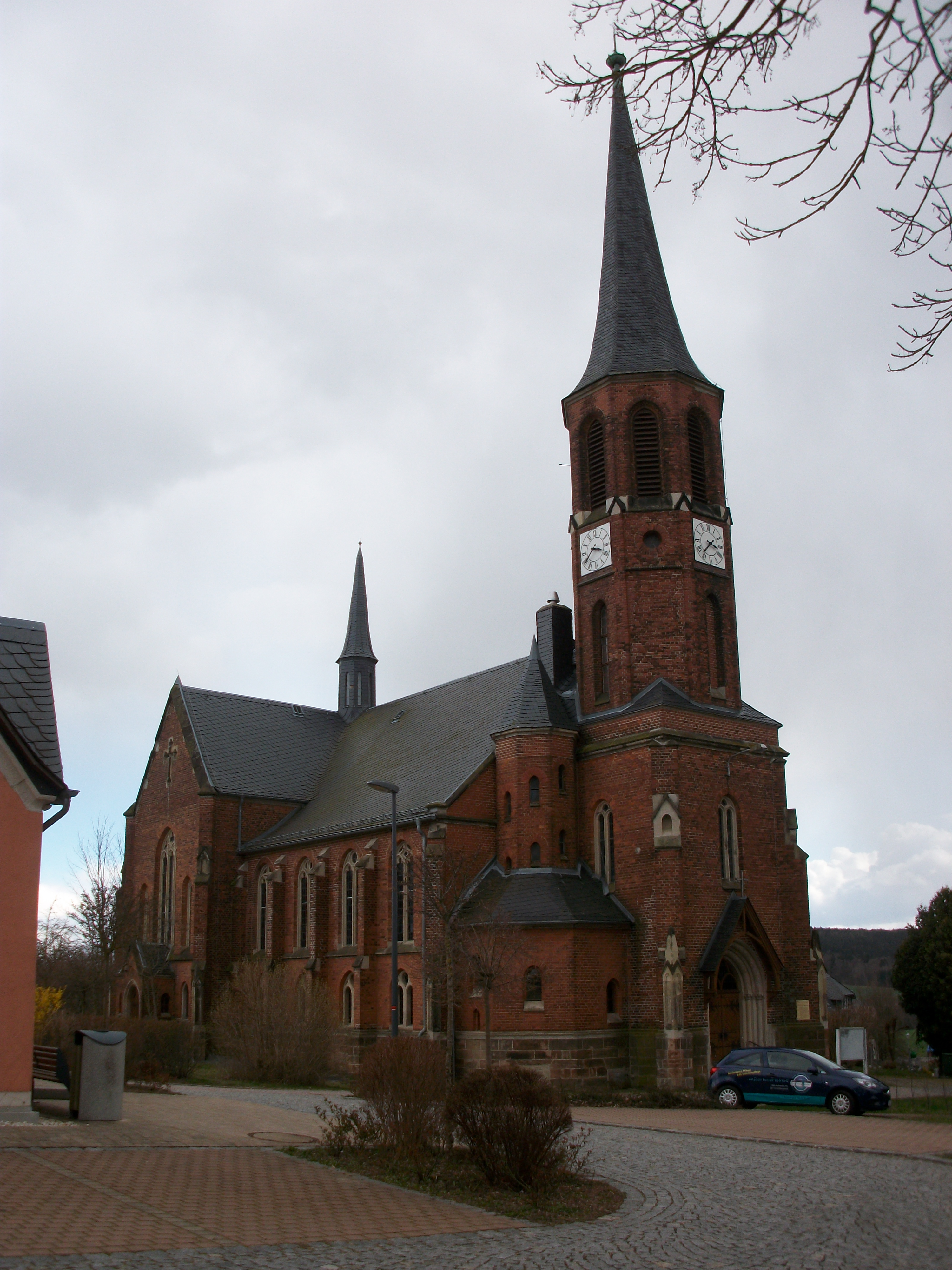
Ev.-luth. Kirche Herrmannsgrün zu Mohlsdorf

Das Dorf Herrmannsgrün wurde am 15. März 1315 erstmals urkundlich erwähnt. Von 1839 bis 1912 war die Familie Ketelhodt Besitzer des Rittergutes.
Am 1. Oktober 1922 wurde Herrmannsgrün zusammen mit Reudnitz nach Mohlsdorf eingemeindet. 1 Dabei war Herrmannsgrün der sowohl nach Fläche als auch nach Einwohnerzahl größte Ort. Der Name Mohlsdorf wurde gewählt, weil es bereits einen Bahnhof und eine Poststelle mit diesem Namen gab.

## Wirtschaft und Infrastruktur
In Herrmannsgrün befinden sich einige öffentliche Einrichtungen: Gemeindeamt, kombiniertes Schul- und Kindergartengebäude, Bauhof, Feuerwehrhaus der Freiwilligen Feuerwehr Mohlsdorf.
Einst gab es ein Rittergut, heute existieren mehrere Landwirtschaftsunternehmen.
An der Raasdorfer Straße befindet sich ein Gewerbegebiet mit u. a. einem Autohändler, einer Autowerkstatt, einer Lackiererei, einem Kunststoffhersteller, einer Bautischlerei und einem Hotel.
Darüber hinaus existieren kleinere Handwerks- und Einzelhandelsunternehmen sowie ein Gartenbaubetrieb.
Der Ort ist nur über Kreis- und Gemeindestraßen zu erreichen. Eine Eisenbahnanbindung besteht nicht. Der nächstgelegene Bahnhof befand sich bis 1997 in Mohlsdorf an der Bahnstrecke Neumark–Greiz. Heute ist es der Bahnhof Greiz an der Elstertalbahn. Im Ort liegt die von der PRG Greiz bediente Haltestelle Hermannsgrün.

## Söhne und Töchter des Ortes
- Friedrich Trütschler (1840–1924), deutscher Landwirt und Politiker